# أرادو إيه آر 79
أرادو إيه آر 79 (بالإنجليزية: Arado Ar 79) هي طائرة تدريب واستعراضات جوية ورحلات سياحية، أحادية السطح، بمقعدين. أنتجت في ألمانيا. من صناعة أرادو للطائرات. دخلت الخدمة في 1938.